# Hochjoch (Schnalskamm)
Das Hochjoch (italienisch Giogo Alto) ist ein Übergang in den Ötztaler Alpen mit einer Höhe von 2861 m ü. A. (nach anderen Quellen 2875 m ü. A.). Es verbindet das Schnalstal (Südtirol, Italien) mit dem Rofen-, Venter und Ötztal (Nordtirol, Österreich). 

## Geographie
Er wird typischerweise als Senke im Schnalskamm aufgefasst, gelegentlich aber auch als Trennungspunkt von Schnalskamm und Weißkamm. Seit dem Inkrafttreten des Vertrags von Saint-Germain 1920 verläuft über das Hochjoch die Grenze zwischen Italien und Österreich, wodurch die Route über Jahrzehnte zur Schmugglerroute wurde. Seit dem Bau der Liftanlagen 1975 findet am Joch Skibetrieb statt.
Der Übergang ist seit Jahrhunderten bekannt und wird jährlich für einen großen Schafübertrieb im Juni und September benutzt. Die Schnalser und Vinschgauer Bauern besitzen im Venter Tal jahrhundertealte Weiderechte, die auch die politischen Auseinandersetzungen überdauerten.
Knapp südwestlich des Hochjochs befindet sich das Schutzhaus Schöne Aussicht. Der Aufstieg von Süden erfolgt von Kurzras im Schnalstal aus in ca. 2 Stunden. Von Norden erfolgt der Zustieg über das 2412 m ü. A. hoch gelegene Hochjochhospiz. Das Hochjoch kann auch von der Bergstation Grawand der Schnalstaler Gletscherbahn erreicht werden. Von dort beträgt der Abstieg ca. eine ¾ Stunde. 
Auf 2750 m, knapp südlich des Passes, sowie auf 2730 m, knapp östlich des Passes, entstanden nach dem seit dem 19. Jahrhundert stattfindenden Zurückschmelzen des Hochjochferners zwei Gletscherseen, welche vom Gletscher gespeist werden. Ebenso hat der Gletscher den eigentlichen Bergsattel (ca. 2775 m) bei der Talstation „Hintereis“ zwischen den beiden Gletscherseen freigegeben, der fast 100 m niedriger liegt als der Scheitelpunkt des historischen und noch immer genutzten Wegübergangs (2861 m ü. A.), der lange am nordwestlichen (linken) Gletscherrand des Hochjochferners lag. 

## Belege
1. 1 2  gemäß Österreichischer Karte bzw. Austrian Map
2. 1 2 3  Ernst Höhne: Knaurs Lexikon für Bergfreunde / Die Alpen zwischen Chiemsee und Dolomiten. Droemer Knaur, München 1986, ISBN 3-426-26222-3, S. 121.
3. ↑  „Der Hof ist mein Leben“ einsam – aber nicht vereinsamt. Hochgelegene Berghöfe im Schnalstal. Darin: Auf alten Schmugglerpfaden über’s Hochjoch, abgerufen am 7. April 2021.
4. ↑  Hanspaul Menara: Südtiroler Schutzhütten. 2. Auflage. Athesia, Bozen 1983, ISBN 88-7014-017-2, S. 129.